# 宝島 (楠瀬誠志郎のアルバム)
『宝島』（たからじま）はCBS・ソニーより1986年4月21日に発売された楠瀬誠志郎1作目のオリジナル・アルバム。同名シングルも同日発売。

## 収録曲
特記以外　全作曲・作詞・編曲：楠瀬誠志郎
1. Always（1:01）[1]
2. 宝島-TREASURE ISLAND-（3:37）[1]
  - 編曲：井上鑑
3. April Rain に微笑みを（4:51）[1]
  - 作詞：田口俊
  - 編曲：井上鑑
4. 静かな午後（3:15）[1]
  - 作詞：安則まみ
  - 編曲：岡田徹
5. Miss You（5:03）[1]
  - 編曲：井上鑑
6. 夕凪～an evening calm～（2:00）[1]
7. 天国の神経衰弱（3:16）[1]
  - 作詞：杉真理
  - 編曲：井上鑑
8. マリオ（4:43）[1]
  - 作詞：イノ・ブランシュ
  - 編曲：岡田徹
9. HOMELESS HEART（5:00）[1]
  - 作詞：田口俊
  - 編曲：井上鑑
10. Further（4:09）[1]
  - 編曲：井上鑑

## 参加ミュージシャン
- 宮崎まさひろ - ドラムス
- 高水健司 - ベース
- 美久月千晴 - ベース
- 中原信雄 - ベース
- 今剛 - エレクトリック・ギター
- 鈴木智文 - アコースティック・ギター (#4,#8)
- 井上鑑 - キーボード
- 岡田徹 - キーボード (#4,#8)
- 浜口茂外也 - パーカッション
- 武川雅寛 - トランペット (#4)
- 数原晋 - トランペット
- 荒木敏男 - トランペット
- 土岐英史 - サックス (#5)
- 新井英治 - トロンボーン
- 岡田澄雄 - トロンボーン
- Kato Joe Strings - ストリングス
- 八木のぶお - ハーモニカ (#3)
- 杉真理 - コーラス (#7)